# Арклайт
Арклайт (англ. Arclight) — персонаж комиксов издания Marvel.

## История публикаций
Арклайт впервые дебютировала в выпуске Uncanny X-Men #210-211 (октябрь-ноябрь 1986), была придумана и нарисована Крисом Клэрмонтом и Джоном Ромитой-младшим.
Персонаж неоднократно появлялся в выпусках X-Factor #10 (ноябрь 1986), Thor #373 (ноябрь 1986), Power Pack #27 (декабрь 1986), Uncanny X-Men #213 (январь 1987), #215 (март 1987), #219 (июль 1987), #221-223 (сентябрь-октябрь 1987), #240 (январь 1989), Captain America #387-392 (июль-сентябрь 1991), X-Man #13 (март 1966), #18-19 (август-сентябрь 1996), Cable Annual 1999, X-Men: 198-Files (март 2006), X-Men #183 (апрель 2006), X-Men: 198 #2-5 (апрель-июль 2006), Civil War: X-Men #3 (ноябрь 2006), X-Men #200-203 (август-ноябрь 2007) и New X-Men #46 (март 2008).
Уолт Симонсон сказал: «Когда Джон Богданов нарисовал Арклайт к Power Pack, у неё была совсем другая, нежели я рисовал в X-Factor. Но я пересмотрел её образ в своей серии после того, как увидел, что сделал Джон».
Арклайт описана в Официальном справочнике по обновлениям Вселенной Marvel.

## Биография
Арклайт служила в американских сухопутных войсках во время Вьетнамской войны, она всё ещё помнит это время. После войны она начала заниматься бодибилдингом, чтобы увеличить свои силы. Её способности позволяют ей вызывать ударные волны при физической нагрузке. В течение небольшого промежутка временем во время боя её руки излучали яркий свет при ударах.
Будучи ветераном войны, она хорошо разбирается в военном деле и известна как одна из самых кровожадных Мародёров. Из-за её сближения с Охотником, она стала вторым авторитетом в команде. Во время своей первой миссии Арклайт убила несколько десятков подземных мутантов, известных как Морлоки. У неё нашлось время чтобы ответить на предложение Суперии, присоединится к женской банде злодеев Фемизонов.
Хотя детали её вербовки Злыднем в команду Мародёров, остаются не раскрытыми, она принимала участие во всех основных операциях группы. Из-за того что Злыдень многократно клонировал Мародёров, стало трудно отличать настоящую Арклайт от её клонов.

### M-Day
После событий M-Day, Арклайт становится участником Филиала 198, одних из немногих оставшихся мутантов, сохранивших свои способности, все они нашли прибежище в Институте Ксавьера. Позднее Арклайт возвращается к уже сформировавшимся Новым Мародёрам, наряду с Охотником и новыми мутантами Солнечным огнём и Леди Мастерморд.
Во время битвы Мессии Комплекса в финальном сражении на острове Мюир она получила укус в шею от Волчицы. Позже её победил Оползень.

## Силы и способности
Арклайт обладает способностью создавать сейсмические волны, которые вызывают ударные волны и землетрясение. Она также имеет сверхчеловеческую силу (20 тонн), выносливость, долговечность и отказоустойчивость.

## Альтернативные версии

### House of M
В День М Арклайт (наряду с Менталло) является членом Красной гвардии, которая была размещена в Австралии для работы с Exodus.

## Вне комиксов

### Телевидение
- Арклайт появляется в эпизоде «Святилище» мультсериала «Люди Икс». Она входит в число мутантов, которые присоединились к Братству мутантов, которым управлял Магнето. В эпизоде «Тайна» она — одна из жителей сообщества мучеников Черепа Меса[11].
- Мужская версия Арклайт появляется в мультсериале «Росомаха и Люди Икс» в эпизоде «Избыточная сила». Он возглавляет полевой отряд Мародёров, которые служат Мистеру Зловещему. Он пользуется той же сейсмической силой. Вертиго предупреждает его о приходе Циклопа и сбегает от битвы. Арклайт просит Злыдня передать Циклопу информацию, которая приведёт его в ловушку[12].

### Фильм
- Арклайт появилась в фильме 2006 года «Люди Икс: Последняя битва», её роль сыграла актриса Омахира Мота[13]. В фильме её сверхспособности, основанные на сейсмических ударах, были показаны понятнее, нежели в комиксах. Член группы Омега. Во время набега на Алькатрас Арклайт использовала ударные волны, чтобы отключить исцеляющую машину, а затем вместе с Куиллом[англ.] и Псайлок атаковала Уоррена Уортингтона II. Арклайт, Квилл и Псайлок погибают, подвергшись удару огненной волны Джины Грей при пробуждении в ней силы Тёмного Феникса.

### Видеоигры
- Арклайт появилась в игре Deadpool, озвученная Чани Крич[14][15]. Первый босс в игре, погибает, упав на торчащую вертикально арматуру.